# ジャック・フォール
ジャック・フォール（Jacques Faure, 1904年3月2日 - 1988年4月9日）は、フランス陸軍軍人で元オリンピック選手。

## 経歴

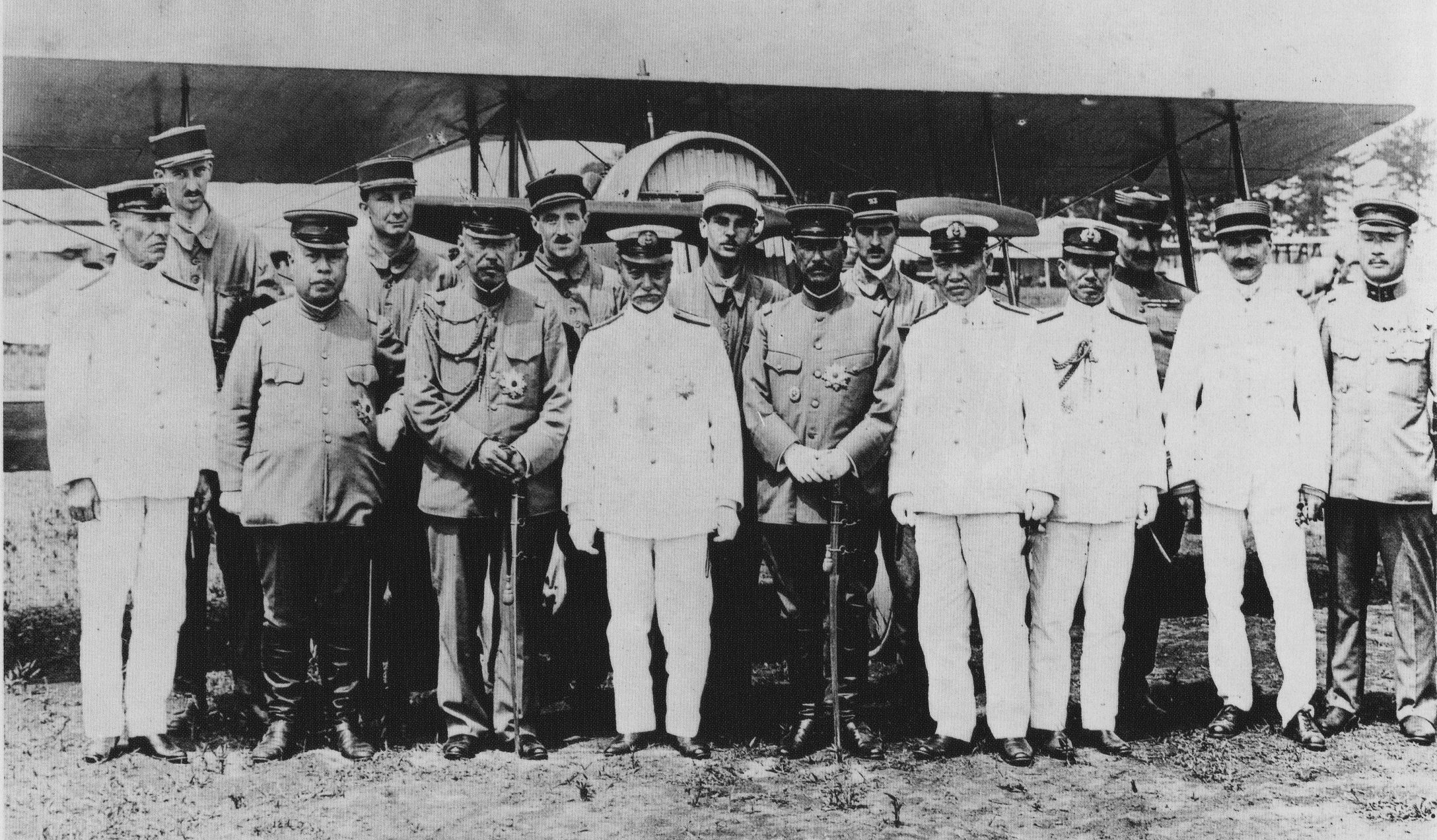
ジャック・フォール（前列、右から2番目）と東郷平八郎（1919年）

将軍の息子としてボルドーに生まれる。軍学校卒業後はアルペン猟兵として陸軍に勤務し、1936年のガルミッシュ＝パルテンキルヒェン冬季オリンピックでフランスのスキー選手代表団の一員（また団長も兼任した）であった。1939年から1940年の間、アルペン猟兵の兵科指揮官を務めた。1940年4月9日にナチス・ドイツによる北欧侵攻（ヴェーザー演習作戦）が勃発し、ジャックはノルウェーのナルヴィクに派遣されナルヴィクの戦いに参加する。同地を撤退後、フランス本土へ帰還する途中、英国のロンドンに立ち寄っていたが、6月22日、ナチス・ドイツと母国フランスとの間に休戦が成立したため帰国できなくなってしまった。
その後、フォールはシャルル・ド・ゴール将軍と出会うが、フォールは本国への帰還を望んだ。
しかし、それは適わず自由フランス軍に参加、青年山岳兵団の設立に尽力する。1944年秋、大佐に昇進、ヴォージュにて第1猟兵落下傘連隊長に就任。終戦まで同職にある。
戦後は陸軍参謀本部の航空科第3部、1946年10月に大佐に昇進し第25落下傘師団で勤務する。1952年から1953年にかけて、当時連合国により占領統治されていたウィーンの軍事総督の参謀として勤務する。その後1953年10月にフォンテーヌブローに所在した連合国軍中央ヨーロッパ軍（AFCENT）の参謀となる。1954年にサン＝メクサン学校（旧歩兵学校）およびシャモニーに所在する高地戦学校で勤務する。
1956年9月、アルジェリアに行く。

## アルジェリア戦争
アルジェリアに着任した当初はカビリー山地に展開していた第27山岳歩兵旅団長を務め、その間に少将に昇進した。その年の12月にフォールはアルジェに向かい、県官房長であるポール・テチェンを訪問する。ここでテチェンに対してフォールは驚くべき内容の話を伝えた。それはクリスマス終了後にロベール・ラコスト総督が休暇に入ることが判っており、道中のところで逮捕してアルジェリア派遣軍総司令官に就任したばかりのラウル・サラン将軍を担ぎ出し、クーデターを起こそうとする話であった。この会話はテチェンの機転により録音されており、モーリス・ブルジェ＝モーヌリ国防相に伝えられた。フォールは本国に召還され3ヶ月間の要塞内禁錮の刑に処された。
軍務に復帰した後はアルジェリアに戻りカビリー管区司令官などを務める。バリケードの一週間の終結後、暴動に関与した咎で本国に召還され閉職に就く。その後も政府に対して不満を持つ軍人達と接触を続け、1961年3月にはスペインマドリードにいたサランを訪ね、反乱を計画していることを伝えた。4月になり将軍達の反乱に参加、予定ではアルジェの動きに呼応してパリ郊外に待機させた、フォールの影響下にある空挺部隊と戦車部隊で政経中枢部の制圧を行なうはずであった。
4月23日、決起まもなく内務省国家警察に逮捕され、その後の裁判で禁錮10年の刑に処された。
1968年、恩赦により釈放され、1974年に軍籍回復が認められた。1988年に亡くなる。